# Джайнагар-Маджилпур
Джайнагар-Маджилпур (англ. Jaynagar Majilpur, гінді জয়নগর মজিলপুর) — місто в Індії, у штаті Західна Бенгалія. Розташоване у південному передмісті Колкати, частина Великої Калькути. Це частина району, що охоплюється Управлінням розвитку столичного міста Калькута (КМДА). Насправді Джанагар та Мажилпур — це два окремих міста. З моменту утворення муніципалітету ці два міста відомі разом як Джейнагар-Маджілпур. Місто дуже відоме кондитерськими виробами Jaynagarer Moa.

## Населення
| Населення Джайнагар-Маджилпуру |           |  |        |
| Перепис                        | Населення |  | %±     |
| 1901                           | 8810      |  | —      |
| 1911                           | 9245      |  | 4.9 %  |
| 1921                           | 8408      |  | −9.1 % |
| 1931                           | 9 755     |  | 16.0 % |
| 1941                           | 14 218    |  | 45.8 % |
| 1951                           | 13 355    |  | −6.1 % |
| 1961                           | 14 177    |  | 6.2 %  |
| 1971                           | 15 218    |  | 7.3 %  |
| 1981                           | 16 343    |  | 7.4 %  |
| 1991                           | 20 217    |  | 23.7 % |
| 2001                           | 23 315    |  | 15.3 % |
| 2011                           | 25 922    |  | 11.2 % |
| Джерело:                       |           |  |        |